# Двадцать пенсов (Великобритания)
Монета Великобритании двадцать пенсов — часто называется «twenty pee» — появилась 9 июня 1982 года с целью заполнить пробел между монетами десять пенсов и пятьдесят пенсов. Она быстро получила признание: по состоянию на март 2008 года насчитывалось около 2300 млн 20-пенсовых монет в обращении.
Монета отчеканена из сплава, содержащего 84 % меди и 16 % никеля (в отличие от других монет, состав которых 75 % меди, 25 % никеля), весом 5,00 грамм и имеет диаметр 21,4 мм (0,84 дюйма). Толщина составляет 1,7 мм. Как и монета пятьдесят пенсов, она не круглая, а имеет форму семиугольника Рёло для облегчения своей идентификации. Стороны не являются прямыми, но изогнуты так, что центр кривизны - на противоположной вершине монеты. Иными словами, в то время как монета имеет форму, которая не имеет фиксированного радиуса с любой точки, она имеет одинаковую ширину и минимальный размер по гурту монеты. Это позволяет использовать монету в качестве законного платёжного средства в автоматах.
Три различных аверса выпускались до настоящего момента: в период между 1982 и 1984 годами Королева Елизавета II художника Арнольда Мачина, с 1985 по 1997 год она же художника Рафаэля Маклоуфа, а с 1998 года художника Ян Ранга-Бродли. На всех монетах присутствует надпись ELIZABETH II DGREG.FD
Как и у всех британских монет, технические характеристики такие же, как у монет, выпущенных в стерлинговой зоне, таких территориях как остров Мэн, Гернси, Джерси и Гибралтар. В результате монеты этих территорий иногда можно встретить в обращении в Великобритании. Монета также имеет аналогичные размеры, металлический состав и вес, как у монеты пять центов США, которая имеет номинальную стоимость в примерно восьмую часть от монеты 20 пенсов. (другие британские монеты, такие, как 5 пенсов и 10 пенсов, также довольно близки по размерам к монетам США и Канады).

## Реверс

### 1982—2008
На оригинальном реверсе монеты, автор которого Уильям Гарднер, изображена короннационная Роза Тюдоров. Номинал расположен под розой, год и надпись TWENTY PENCE выше розы. Уникальность этой британской монеты, в том что она отчеканенна внутрь в отличие от других монет внешнего чекана. Монета также отличалась от других британских монет в том, что год чеканки отображается на противоположной стороне от головы королевы.

### 2008
В августе 2005 года Королевский монетный двор начал проведение конкурса на дизайн новых британских циркулирующих монет, кроме сравнительно новой £ 2 монеты. победителем стал Мэтью Дент, в апреле 2008 года, чьи проекты были воплощены в новых циркулирующих британских монетах, выпускаемых с лета 2008 года.. На монетах 1p, 2p, 5p, 10p, 20p и 50p изображены части Королевского щита, прит совмещении всех монет образуется полное изображение всего щита. Щит в полном объёме представлена на монете с номиналом £ 1. На монете 20 пенсов изображена часть щита, показывающая английского и шотландского львов. Дата не отчеканена на реверсе монеты, а вместо этого была добавлена в аверс

## Монеты по годам выпуска в обращении
Дизайн Уильяма Гарднера
- 1982 ~ 740 815 000
- 1983 ~ 158 463 000
- 1984 ~ 65 350 965
- 1985 ~ 74 273 699
- 1986 ~ нет выпуска
- 1987 ~ 137 450 000
- 1988 ~ 38 038 344
- 1989 ~ 132 013 890
- 1990 ~ 88 097 500
- 1991 ~ 35 901 250
- 1992 ~ 31 205 000
- 1993 ~ 123 123 750
- 1994 ~ 67 131 250
- 1995 ~ 102 005 000
- 1996 ~ 83 163 750
- 1997 ~ 89 518 750
- 1998 ~ 76 965 000
- 1999 ~ 73 478 750
- 2000 ~ 136 428 750
- 2001 ~ 148 122 500
- 2002 ~ 93 360 999
- 2003 ~ 153 383 750
- 2004 ~ 120 212 500
- 2005 ~ 124 488 750
- 2006 ~ 114 800 000
- 2007 ~ 117 075 000
- 2008 ~ 11 900 000

Дизайн Мэттью Дента
- 2008 ~ 115 022 000
- 2009 ~ 121 625 300
- 2010 ~ 91 700 500[6]